# Sis dies de París
Els Sis dies de París era una cursa de ciclisme en pista, de la modalitat de sis dies, que es disputava a París. La seva primera edició data del 1913 i va durar fins al 1958, amb els parèntesi de les guerres mundials. El 1984, es van intentar tornar a disputar, però només van durar fins al 1989. En el primer període les proves es corrien al Velòdrom d'hivern de París, i en el segon al Palais omnisports de París-Bercy.

## Palmarès
| Any      | Primers                                                  | Segons                                                  | Tercers                                                 |
| -------- | -------------------------------------------------------- | ------------------------------------------------------- | ------------------------------------------------------- |
| 1913     | Alfred Goullet · Joe Fogler                              | Victor Dupré · Octave Lapize                            | Robert Walthour · Georges Wiley                         |
| 1914     | Léon Hourlier · Léon Comès                               | Alfred Goullet · Alfred Grenda                          | André Perchicot · Oscar Egg                             |
| 1915-20  | No disputats                                             |                                                         |                                                         |
| 1921     | Oscar Egg · Georges Sérès                                | Emile Aerts · Alfons Spiessens                          | Marcel Dupuy · Jules Miquel                             |
| 1922     | Emile Aerts · Georges Sérès                              | Alfred Grenda · Reginald McNamara                       | Alfred Beyl · Louis Billard                             |
| 1923     | Piet van Kempen · Oscar Egg                              | Jean Chardon · Georges Vandenhove                       | Aloïs Persyn · Pierre Vandevelde                        |
| 1924     | Emile Aerts · Georges Sérès                              | Maurice Brocco · César Debaets                          | Charles Deruyter · Pierre Sergent                       |
| 1925     | Piet van Kempen · Alfred Beyl                            | Oscar Egg · Lucien Louet                                | Maurice Dewolf · Henri Stockelynck                      |
| 1926     | Charles Lacquehay · Georges Wambst                       | André Marcot · Etienne Putzeis                          | Maurice Dewolf · Henri Stockelynck                      |
| 1927     | Emile Aerts · Reginald McNamara                          | Georges Vandenhove · René Vandenhove                    | Henri Aerts · Noël Duvivier                             |
| 1928 (1) | Charles Lacquehay · Georges Wambst                       | Gabriel Marcillac · Georges Faudet                      | Piet van Kempen · André Raynaud                         |
| 1928 (2) | Onésime Boucheron · Alessandro Tonani                    | Lucien Choury · Louis Fabre                             | Hubert Opperman · François Urago                        |
| 1929     | André Raynaud · Octave Dayen                             | Costante Girardengo · Pietro Linari                     | Georges Faudet · Lucien Louet                           |
| 1930     | Charles Pélissier · Armand Blanchonnet                   | Harry Horan · Paul Buschenhagen                         | Lucien Choury · Louis Fabre                             |
| 1931     | Pietro Linari · Alfredo Dinale                           | Piet van Kempen · Jan Pijnenburg                        | Georges Coupry · Onésime Boucheron                      |
| 1932     | Piet van Kempen · Jan Pijnenburg                         | Adolphe Charlier · Roger Deneef                         | Georges Wambst · Paul Broccardo                         |
| 1933     | Paul Broccardo · Marcel Guimbretiere                     | Jan Pijnenburg · Cor Wals                               | Pietro Linari · Learco Guerra                           |
| 1934     | Jan Pijnenburg · Cor Wals                                | Jean Aerts · Adolphe Charlier                           | Albert Buysse · Roger Deneef                            |
| 1935 (1) | Paul Broccardo · Marcel Guimbretiere                     | Jan Pijnenburg · Cor Wals                               | Adolphe Charlier · Roger Deneef                         |
| 1935 (2) | Maurice Archambaud · Roger Lapébie                       | Learco Guerra · Giuseppe Olmo                           | Romain Maes · Sylvère Maes                              |
| 1936     | Kees Pellenaars · Adolf Schön                            | Emile Ignat · Emile Diot                                | Maurice Archambaud · Roger Lapébie                      |
| 1937     | Cor Wals · Albert Billiet                                | Learco Guerra · Raffaele Di Paco                        | Arthur Sérès · René Bouchard                            |
| 1938     | Karel Kaers · Albert Billiet                             | Emile Ignat · Emile Diot                                | Jan Pijnenburg · Cor Wals                               |
| 1939     | Albert Buysse · Albert Billiet                           | René Bouchard · Kees Pellenaars                         | Dirk Groenewegen · Camiel Dekuysscher                   |
| 1940-45  | No disputats                                             |                                                         |                                                         |
| 1946     | Gerrit Schulte · Gerrit Boeyen                           | Arthur Sérès · Guy Lapébie                              | Achiel Bruneel · Omer De Bruycker                       |
| 1947     | Achiel Bruneel · Robert Naeye                            | Hans Knecht · Ferdinand Kübler                          | Jacques Girard · Raymond Louviot                        |
| 1948     | Arthur Sérès · Guy Lapébie                               | Gerrit Schulte · Gerrit Boeyen                          | Albert Bruylandt · René Adriaenssens                    |
| 1949     | Guy Lapébie · Achiel Bruneel                             | Albert Bruylandt · René Adriaenssens                    | Marcel Kint · Rik Van Steenbergen                       |
| 1950     | Gerrit Schulte · Gerrit Peters                           | Guy Lapébie · Achiel Bruneel                            | Hugo Koblet · Armin von Büren                           |
| 1951     | Albert Bruylandt · René Adriaenssens                     | Achiel Bruneel · Josef De Beuckelaer                    | Raymond Goussot · Rik Van Steenbergen                   |
| 1952     | Achiel Bruneel · Rik Van Steenbergen                     | Gerrit Schulte · Gerrit Peters                          | Alfred Strom · Reginald Arnold                          |
| 1953     | Gerrit Schulte · Gerrit Peters                           | Achiel Bruneel · Rik Van Steenbergen                    | Oscar Plattner · Hans Hörmann                           |
| 1954     | Roger Godeau · Georges Senfftleben                       | Lucien Gillen · Ferdinando Terruzzi                     | Émile Carrara · Dominique Forlini                       |
| 1955     | Reginald Arnold · Sydney Patterson · Russell Mockridge   | Gerrit Schulte · Gerrit Peters · Jan Derksen            | Emiel Severeyns · Paul De Paepe · Léon Van Daele        |
| 1956     | Oscar Plattner · Jean Roth · Walter Bücher               | Lucien Acou · Léon Van Daele · Arsène Rijkaert          | Georges Senfftleben · Pierre Michel · Dominique Forlini |
| 1957     | Jacques Anquetil · André Darrigade · Ferdinando Terruzzi | Louison Bobet · Georges Senfftleben · Dominique Forlini | Willy Vannitsen · Léon Van Daele · Alfred De Bruyne     |
| 1958     | Jacques Anquetil · André Darrigade · Ferdinando Terruzzi | Émile Carrara · Georges Senfftleben · Mino De Rossi     | Pierre Brun · Dominique Forlini · Jean Forestier        |
| 1959-83  | No disputats                                             |                                                         |                                                         |
| 1984 (1) | Bernard Vallet · Gert Frank                              | Francesco Moser · Dietrich Thurau                       | Constant Tourné · Etienne De Wilde                      |
| 1984 (2) | René Pijnen · Francesco Moser                            | Gert Frank · Bernard Vallet                             | Danny Clark · Gary Wiggins                              |
| 1985     | Etienne De Wilde · Constant Tourné                       | Anthony Doyle · Stephen Roche                           | Gert Frank · Bernard Vallet                             |
| 1986     | Danny Clark · Bernard Vallet                             | Anthony Doyle · Charly Mottet                           | Guido Bontempi · Francesco Moser                        |
| 1987     | No disputats                                             |                                                         |                                                         |
| 1988     | Danny Clark · Anthony Doyle                              | Pierangelo Bincoletto · Francesco Moser                 | Laurent Biondi · Bernard Vallet                         |
| 1989     | Etienne De Wilde · Charly Mottet                         | Urs Freuler · Laurent Fignon                            | Pierangelo Bincoletto · Adriano Baffi                   |